# Karel Pavlíček (kněz)
Mons. Mgr. Karel Pavlíček (26. května 1929 Budišov – 17. května 2010 Brno) byl český římskokatolický kněz, dlouholetý duchovní správce v Ivančicích a papežský kaplan.

## Život
Stejně jako jeho o rok mladší sestra Marie pocházel ze zemědělské rodiny Karla Pavlíčka staršího a Marie rozené Sedlákové. Když mu byly čtyři roky, zemřela mu matka. Jeho otec se znovu oženil a z druhého manželství se narodily ještě dcery Božena a Růžena. Karel vystudoval reálné gymnázium ve Velkém Meziříčí a po maturitě v roce 1948 vstoupil do brněnského kněžského semináře. Po jeho zrušení roku 1950 musel nastoupit základní vojenskou službu, kterou strávil u pomocných technických praporů. Z nich byl propuštěn v roce 1953, poté pracoval ve stavebnictví v severních Čechách jako jako frézař, účetní, dlaždič, skladník a zásobovač. Teprve roku 1968 mohl vstoupit do litoměřického kněžského semináře a dne 5. července 1970 přijal v Brně kněžské svěcení. V roce 1971 dokončil svá teologická studia a byl ustanoven farním vikářem v Třešti, kde byl činný v hnutí Fokoláre a organizoval aktivity pro mládež.
Roku 1974 se stal administrátorem v Modřicích a administrátorem excurrendo v Moravanech. V lednu 1979 byl přeložen do Ivančic, odkud později načas spravoval excurrendo také farnost v Neslovicích. Po letech kněžského působení se začal jeho zdravotní stav zhoršovat a Karel Pavlíček musel podstoupit dvě operace. V červenci 1996 proto byl ustanoven výpomocným duchovním v Pozořicích, od srpna 1996 pak působil několik let rovněž jako děkan modřického děkanství. Dne 5. dubna 2000 jej papež Jan Pavel II. jmenoval kaplanem Jeho Svatosti. V lednu 2006 Karel Pavlíček utrpěl infarkt myokardu a později byl opakovaně hospitalizován kvůli rakovině nosohltanu. Zemřel na zástavu srdce v brněnské Fakultní nemocnici u sv. Anny a byl pohřben na pozořickém hřbitově.